# Kanton Sauxillanges
Der Kanton Sauxillanges war bis 2015 ein französischer Kanton im Arrondissement Issoire, im Département Puy-de-Dôme und in der Region Auvergne-Rhône-Alpes. Sein Hauptort war Sauxillanges. Vertreter im Generalrat des Départements war zuletzt von 1998 bis 2015 Bernard Sauvade.
Der Kanton Sauxillanges war 204,36 km² groß und hatte (2006) 6205 Einwohner, was einer Bevölkerungsdichte von 30 Einwohnern pro km² entsprach. Er lag im Mittel 598 Meter über Normalnull, zwischen 367 Meter in Parentignat und 1051 Meter in Vernet-la-Varenne.

## Gemeinden
Der Kanton bestand aus 17 Gemeinden:
| Gemeinde                       | Einwohner Jahr | Fläche km² | Bevölkerungsdichte | Code INSEE | Postleitzahl |
| ------------------------------ | -------------- | ---------- | ------------------ | ---------- | ------------ |
| Bansat                         | 249 (2013)     | –          | – Einw./km²        | 63029      | 63570        |
| Brenat                         | 596 (2013)     | –          | – Einw./km²        | 63051      | 63500        |
| Chaméane                       | 151 (2013)     | –          | – Einw./km²        | 63078      | 63580        |
| Égliseneuve-des-Liards         | 143 (2013)     | –          | – Einw./km²        | 63145      | 63490        |
| Parentignat                    | 490 (2013)     | –          | – Einw./km²        | 63270      | 63500        |
| Les Pradeaux                   | 320 (2013)     | –          | – Einw./km²        | 63287      | 63500        |
| Saint-Étienne-sur-Usson        | 276 (2013)     | –          | – Einw./km²        | 63340      | 63580        |
| Saint-Genès-la-Tourette        | 181 (2013)     | –          | – Einw./km²        | 63348      | 63580        |
| Saint-Jean-en-Val              | 358 (2013)     | –          | – Einw./km²        | 63366      | 63490        |
| Saint-Martin-des-Plains        | 141 (2013)     | –          | – Einw./km²        | 63375      | 63570        |
| Saint-Quentin-sur-Sauxillanges | 101 (2013)     | –          | – Einw./km²        | 63389      | 63490        |
| Saint-Rémy-de-Chargnat         | 544 (2013)     | –          | – Einw./km²        | 63392      | 63500        |
| Sauxillanges                   | 1.210 (2013)   | –          | – Einw./km²        | 63415      | 63490        |
| Sugères                        | 605 (2013)     | –          | – Einw./km²        | 63423      | 63490        |
| Usson                          | 266 (2013)     | –          | – Einw./km²        | 63439      | 63490        |
| Varennes-sur-Usson             | 268 (2013)     | –          | – Einw./km²        | 63444      | 63500        |
| Vernet-la-Varenne              | 703 (2013)     | –          | – Einw./km²        | 63448      | 63580        |